# خیابان ۱۴۲
خیابان امیری طائمه (۱۴۲) نام یکی از خیابان‌های اصلی و پرتردد شرق تهران است که در حال حاضر حدفاصل بلوار پروین تا خیابان دردشت و خیابان گلبرگ است و در منطقهٔ ۸ شهرداری تهران و به طول ۳/۳ کیلومتر بین محله‌های تهرانپارس و نارمک قرار دارد. این خیابان شرقی - غربی در حال حاضر از بلوار پروین آغاز شده و در خیابان دردشت به پایان می‌رسد.

## تقاطع‌ها
| از شرق به غرب             | از شرق به غرب                 | از شرق به غرب |
| ------------------------- | ----------------------------- | ------------- |
|                           | بلوار پروین                   |               |
| دوربرگردان                |                               |               |
|                           | خیابان ۱۵۰ شرقی               |               |
|                           | خیابان ۱۲۱                    |               |
| دوربرگردان                |                               |               |
| فلکه اول تهرانپارس        | بلوار خوشوقت خیابان بابایوسفی |               |
| دوربرگردان                |                               |               |
|                           | خیابان کیخسروی ۱۱۷            |               |
| چهارراه رشید              | خیابان رشید ۱۱۵               |               |
|                           | خیابان صادقی ۱۱۳              |               |
| دوربرگردان                |                               |               |
|                           | بزرگراه باقری                 |               |
| ایستگاه متروی امیری طائمه |                               |               |
|                           | خیابان ضعیف                   |               |
|                           | خیابان گلبرگ خیابان دردشت     |               |
| از غرب به شرق             |                               |               |

## ساختمان‌های مهم
- کلانتری ۱۴۷ گلبرگ (خیابان خاور-خیابان اولیائی)
- اداره مرکزی راه‌آهن شهری تهران یا مترو (بالاتر از تقاطع بزرگراه باقری)

## حمل و نقل عمومی

### مترو
این خیابان از سمت غرب به شرق آن از طریق ایستگاه مترو دانشگاه علم و صنعت و ایستگاه مترو شهید باقری قابل دسترسی است.
از خطوط اتوبوسرانی عبوری از این خیابان خطوط ذیل می‌باشد:
- خط اتوبوس ۲۰۶ پایانه علم و صنعت به پایانه شهید براری (ابتدای خیابان پیروزی از شرق) در مسیر بزرگراه رسالت و باقری، خیابان گلبرگ، دردشت، حاجی عبادی خ رودبار، پدر ثانی، خاقانی- خ سعدی، مهریار، سفید کوه، مهرآور، فلکه لوزی، مسیل جاجرود، شورا، مسیل منوچهری، ۳۰ متری نیروی هوایی
- خط اتوبوس ۲۰۹ چهارراه تهرانپارس به میدان رسالت در مسیر فلکه اول تهرانپارس، خیابان گلبرگ، خیابان جانبازان شرقی، میدان نبوت، خیابان جانبازان غربی، متروی جانبازان، خیابان شهید مدنی
- خط اتوبوس ۳۹۹ شهرک شهید بهشتی به پایانه علم و صنعت به در مسیر برگشت خیابان‌های رسالت، گلبرگ، خوشوقت (حجربن عدی) از فلکه اول، چهارراه اشراق (فلکه دوم)، فلکه سوم و چهارم، پارک پلیس، خیابان‌های توحید، استقلال، استخر و ۲۴۴ شرقی در محله کوهسار (سازمان گوشت) و بالعکس
- خط اتوبوس ۴۰۰ دانشگاه امام حسین (ع) به پایانه علم و صنعت فقط در مسیر رفت از خیابان گلبرگ (شرق به غرب) تردد دارد.[۱]